# 大竹麻友
大竹 麻友（おおたけ まゆ、1997年1月30日 - ）は、熊本県熊本市出身の女子サッカー選手。ノジマステラ神奈川相模原所属。ポジションはフォワード。

## 経歴

### ユース
小学校4年生からルネサンス熊本フットボールクラブに加入。中学時代には熊本市立城西中学校サッカー部にも所属しており、中学3年時には部活動を終えてから益城ルネサンス熊本FCの練習に参加し、U-15・U-18・トップチームのすべてのカテゴリーのレギュラーであった。
2012年、日ノ本学園高等学校に進学し、1年生ながら背番号11をつけ、この年から全国高等学校総合体育大会サッカー競技大会において初めて実施された女子サッカー競技で優勝し、以降自身が在学中に3連覇を達成した。
2015年に進学した帝京平成大学在学中に、台北で行われた2017年夏季ユニバーシアード代表メンバーに選出され、全5試合中4試合に出場し準優勝に貢献した。

### シニア
2018年11月1日、2019シーズンからスフィーダ世田谷FCに加入することが発表された。
2020年になでしこリーグ2部の最優秀選手を受賞。
2021年になでしこリーグ1部の敢闘賞とベストイレブンを受賞。
2022年、チームのなでしこリーグ1部初優勝に貢献、最優秀選手賞とベストイレブンを受賞した。
2023年12月21日、ノジマステラ神奈川相模原への加入が発表された。

## 個人成績

### クラブ
| 国内大会個人成績 | 国内大会個人成績         | 国内大会個人成績 | 国内大会個人成績 | 国内大会個人成績 | 国内大会個人成績 | 国内大会個人成績 | 国内大会個人成績 | 国内大会個人成績 | 国内大会個人成績 | 国内大会個人成績 | 国内大会個人成績 |
| 年度             | クラブ                   | 背番号           | リーグ           | リーグ戦         | リーグ戦         | リーグ杯         | リーグ杯         | オープン杯       | オープン杯       | 期間通算         | 期間通算         |
| 年度             | クラブ                   | 背番号           | リーグ           | 出場             | 得点             | 出場             | 得点             | 出場             | 得点             | 出場             | 得点             |
| 日本             | 日本                     | 日本             | 日本             | リーグ戦         | リーグ戦         | リーグ杯         | リーグ杯         | 皇后杯           | 皇后杯           | 期間通算         | 期間通算         |
| ---------------- | ------------------------ | ---------------- | ---------------- | ---------------- | ---------------- | ---------------- | ---------------- | ---------------- | ---------------- | ---------------- | ---------------- |
| 2011             | 益城ルネサンス熊本FC     | 16               | 九州1部          | -                | -                | -                | -                | 2                | 1                | 2                | 1                |
| 2018             | 帝京平成大学             | 14               | 千葉県1部        | -                | -                | -                | -                | 3                | 1                | 3                | 1                |
| 2019             | スフィーダ世田谷FC       | 9                | なでしこ2部      | 23               | 3                | 6                | 1                | 1                | 0                | 30               | 4                |
| 2020             | スフィーダ世田谷FC       | 10               | なでしこ2部      | 17               | 7                | -                | -                | 2                | 0                | 19               | 7                |
| 2021             | スフィーダ世田谷FC       | 10               | なでしこ1部      | 19               | 14               | -                | -                | 3                | 1                | 22               | 15               |
| 2022             | スフィーダ世田谷FC       | 10               | なでしこ1部      | 21               | 13               | -                | -                | 2                | 2                | 23               | 15               |
| 2023             | スフィーダ世田谷FC       | 10               | なでしこ1部      | 18               | 10               | -                | -                | 4                | 1                | 22               | 11               |
| 2023-24          | ノジマステラ神奈川相模原 | 30               | WE               | 15               | 3                | -                | -                | -                | -                | 15               | 3                |
| 2024-25          | ノジマステラ神奈川相模原 | 20               | WE               |                  |                  | 4                | 2                | 2                | 0                | 6                | 2                |
| 通算             | 日本                     | 日本             | 1部              | 15               | 3                | 4                | 2                | 2                | 0                | 21               | 5                |
| 通算             | 日本                     | 日本             | 2部              | 98               | 47               | 6                | 1                | 12               | 4                | 116              | 52               |
| 通算             | 日本                     | 日本             | その他           | -                | -                | -                | -                | 5                | 2                | 5                | 2                |
| 総通算           | 総通算                   | 総通算           | 総通算           | 113              | 50               | 10               | 3                | 19               | 6                | 142              | 59               |

- 日本女子サッカーリーグ
  - 初出場 - 2019年3月21日 なでしこリーグ2部 第1節 ちふれASエルフェン埼玉戦 (川越運動公園陸上競技場)[10]
  - 初得点 - 2019年3月24日 なでしこリーグ2部 第2節 ニッパツ横浜FCシーガルズ戦 (味の素フィールド西が丘)[10]

- WEリーグ
  - 初出場 - 2024年3月3日 第8節 日テレ・東京ベレーザ戦 (相模原ギオンスタジアム)[11]
  - 初得点 - 2024年3月10日 第9節 ちふれASエルフェン埼玉戦 (熊谷スポーツ文化公園陸上競技場)[11]

### 代表

#### 主な選出歴
- 2017年 - 第29回ユニバーシアード日本女子代表

## タイトル

### クラブ
- スフィーダ世田谷FC
  - なでしこリーグ1部: 1回 (2022)
  - なでしこリーグ2部: 1回 (2020)

### 個人
- なでしこリーグ1部
  - 最優秀選手賞(MVP): 1回 (2022)
  - 敢闘賞: 1回 (2021)
  - ベストイレブン: 1回 (2021、2022)
- なでしこリーグ2部
  - 最優秀選手賞(MVP): 1回 (2020)